# لوك إيفانز
لوك إيفانز (بالإنجليزية: Luke Evans)‏ مواليد 15 أبريل 1979 في ويلز، المملكة المتحدة، هو ممثل ويلزي بدأ مسيرته الفنية عام 2003.

## حياته الشخصية
إيفانز هو مثلي علني. في سنة 2002 أثناء مقابلة أجريت معه قال: «الجميع يعلمون أنني رجلٌ مثلي، وفي حياتي بلندن لم أحاول أبدًا أن أخفي ذلك،» مضيفًا إلى أنه بالإفصاح عن مثليته لن يكون «ذلك الهيكل العظمي داخل الخزانة الذي يُرج ويعبث به». في سنة 2004، صرحّ بأنه لم يعاني في مسيرته المهنية بطلوعه للخارج. وفي سنة 2014 اعترف لوك إيفانز بأهمية التسويق، وبأنه على الرغم من انه لا يخفي ميوله الجنسية المثلية فهو متحفظ لمناقشة الأمر مع وسائل الإعلام. وفي ذات العام، ذكرت وسائل إعلام إسبانية أنه في علاقة مع العارض جون كورتاخارينا. أنهى الزوجان علاقتهما في 2016.
في 2015، لُقِب إيفانز واحدًا من أفضل 50 رجلاً بريطانيًا أناقةً في الملابس من قبل جي كيو.

## الأعمال

### أفلام
- الهوبيت: رحلة غير متوقعة
- الهوبيت: قفرة سموغ
- الهوبيت: معركة الجيوش الخمسة
- البروفيسور مارستون و المرأة العجيبة
- دراكولا:غير مروي
- فتاة القطار

## روابط خارجية
- لوك إيفانز على موقع IMDb (الإنجليزية)
- لوك إيفانز على موقع روتن توميتوز (الإنجليزية)
- لوك إيفانز على موقع ألو سيني (الفرنسية)
- لوك إيفانز على موقع ميوزك برينز (الإنجليزية)
- لوك إيفانز على موقع أول موفي (الإنجليزية)
- لوك إيفانز على موقع بوكس أوفيس موجو (الإنجليزية)
- لوك إيفانز على موقع قاعدة بيانات الأفلام السويدية (السويدية)
- لوك إيفانز على موقع إن إن دي بي (الإنجليزية)
- لوك إيفانز على موقع ديسكوغز (الإنجليزية)
- لوك إيفانز على موقع قاعدة بيانات الفيلم (الإنجليزية)